# 淑女屋
淑女屋是中国大陆的一个以淑女风格为主的女裝品牌，该品牌由匡子创立，而且该品牌也曾受到广大女生喜爱，在2011年由于过度吹嘘经营情况而拒绝上市，然而，在后来，由于流行趋势的改变，且出现服装设计问题、老板思想保守等众多内部和外部因素导致各地接连撤柜，现今该品牌的天猫旗舰店也在个位数十位数之间徘徊且基本沦为小众品牌并产生了大量的刻板印象以及曾经该品牌消费者们的回忆。